# جیمز اسپیدر
جیمز تاد اسپِیدر (به انگلیسی: James Todd Spader) (زاده ۷ فوریه ۱۹۶۰) بازیگر آمریکایی است. او بیشتر برای بازی در نقش شخصیت‌های غیرعادی مانند فیلم دروغ و نوار ویدئویی (۱۹۸۹)، استارگیت (۱۹۹۴)، تصادف (۱۹۹۶) و منشی (۲۰۰۲) و ایفای نقش ریموند ردینگتون در سریال لیست سیاه شناخته شده‌است.

## اوایل زندگی
جیمز اسپیدر در بوستون، ماساچوست زاده شد و جوان‌ترین فرزند خانواده است. مادرش جین فریزر و پدرش استودارد گرینوود «تاد» اسپیدر، هر دو معلم بودند. اسپیدر در خانواده لیبرال و پیشرفته رشد کرد و در مورد مادر و دو خواهر خود گفت: «من همیشه در اطراف زنان برجسته و تأثیر گذار بودم و این یک اثر بزرگ را باقی گذاشت». در دوران تحصیلات ابتدایی او به چندین مدرسه خصوصی، از جمله دانشکده پیک که در آن مادرش هنر تدریس می‌کرد و مدرسه بروکس در اندرور شمالی، ماساچوست، جایی که پدرش تحصیل کرده بود، حضور یافت. او بعداً در سن هفده سالگی به «آکادمی فیلیپس» منتقل شد و برای ادامه تحصیل در رشته بازیگری به نیویورک رفت.

## زندگی حرفه ای
اولین فیلم مهم اسپیدر در فیلم عشق بی‌پایان و اولین نقش اصلی او در فیلم توف توربو بود.

## زندگی شخصی
جیمز اسپیدر با اولین همسر خود، ویکتوریا کیل (طراح) را، در یک استودیو یوگا در دهه ۱۹۸۰ در نیویورک آشنا شد و در سال ۱۹۸۷ ازدواج کرد و در سال ۲۰۰۴ از او جدا شد. آن‌ها دو پسر به نام‌های سباستین (زاده ۱۹۸۹) و الایژا (زاده ۱۹۹۲) دارند. اسپیدر از سال ۲۰۰۲ شروع به دوستی با هنرپیشه آمریکایی لزلی استفانسون کرد و اکنون یک پسر به نام ناتانیل (زاده اوت ۲۰۰۸)دارند.

## گزیده فیلم‌شناسی
- عشق بی‌پایان (۱۹۸۱)
- توف توربو (۱۹۸۵)
- زیبا در لباس صورتی (۱۹۸۶)
- مانکن (فیلم ۱۹۸۷) (۱۹۸۷)
- کمتر از صفر (۱۹۸۷)
- وال‌استریت (۱۹۸۷)
- سکس، دروغ و نوار ویدئویی (۱۹۸۹)
- قصر سفید (۱۹۹۰)
- نفوذ بد (۱۹۹۰)
- رنگ‌های واقعی (۱۹۹۱)
- باب رابرتس (۱۹۹۲)
- گرگ (۱۹۹۴)
- استارگیت (فیلم) (۱۹۹۴)
- تصادف (۱۹۹۶)
- ۲ روز در دره (۱۹۹۶)
- کلیدهای تولسا (۱۹۹۶)
- مراقبت‌های ویژه (۱۹۹۷)
- ابرنواختر (فیلم ۲۰۰۰) (۲۰۰۰)
- بیننده (۲۰۰۰)
- حالا که حرف سکس پیش آمد (۲۰۰۱)
- منشی (فیلم ۲۰۰۲) (۲۰۰۲)
- فسقلی‌ها (۲۰۰۹)
- لینکلن (۲۰۱۲)
- مرد خانه (فیلم) (۲۰۱۴)
- انتقام‌جویان: عصر اولتران (۲۰۱۵)
- فریژر (۱۹۹۴)
- ساینفلد (۱۹۹۷)
- بوستون لیگال (۲۰۰۴–۲۰۰۸)
- اداره (۲۰۱۱–۲۰۱۲)
- لیست سیاه (۲۰۱۳–۲۰۲۳)